# ヘルクレス座デルタ星
ヘルクレス座δ星 (ヘルクレスざデルタせい、δ Herculis / δ Her) は、ヘルクレス座の恒星で3等星。

## 概要
多重星であるが、連星系を成しているのはA星だけで、その近くに見える8等星、10等星、11等星はいずれも見かけの二重星である。A星は3等星のA型の準巨星と4等星のG型主系列星の連星を成している。2つの星は地球からは0.06秒しか離れて見えず、実際に1.45au離れた軌道を335日以上を掛けて互いに周回しているものと考えられている。

## 名称
固有名のSarinは由来が全く不明。プラハの Antonín Bečvář が1951年に発行した Atlas Coeli の中で初めてこの星に対して使われている。ドイツの研究家パウル・クーニッチは15年間に亘ってこの呼び名の由来を探り続けたが、過去の如何なる言語との繋がりも見つけることができなかった。1965年に Bečvář が他界したため、真相は藪の中である。このような経緯にも関わらず、2016年9月12日に国際天文学連合の恒星の命名に関するワーキンググループ (Working Group on Star Names, WGSN) は、Sarin をδ星Aの固有名として正式に承認している。